# Emanuel Šakić
Emanuel Šakić (Vienna, 25 gennaio 1991) è un calciatore austriaco, difensore dell'EN Paralimni.

## Carriera

### Club
Il 3 gennaio 2018 viene acquistato a titolo definitivo dalla squadra greca dell'Atromītos.
Il 14 luglio 2019 firma per lo Sturm Graz.

### Nazionale
Ha giocato nella nazionale austriaca Under-18.